# Anton Nekanda-Trepka
Anton Nekanda-Trepka, biał. Антон Неканда-Трэпка (ur. 30 stycznia?/11 lutego 1877 w Mińsku, zm. 12 lutego 1942 w Kazachskiej SRR) – białoruski pedagog, publicysta oraz działacz narodowy i oświatowy. Pochodził ze starej rodziny ewangelicko-reformowanej.
Ukończył gimnazjum w Mińsku, w 1903 r. instytut technologiczny w Petersburgu, zaś w 1904 r. kursy elektrotechniczne w Liège. Podczas studiów zaangażował się w działalność w białoruskim narodowym ruchu studenckim i kulturalnym. Był aresztowany. Współtworzył Białoruską Socjalistyczną Hramadę. Od 1905 r. pracował jako inżynier elektryk w Warszawie, Petersburgu, a następnie Moskwie. W 1909 r. wszedł w skład redakcji wydawnictwa „Загляне сонца і ў наша аконца”. Podczas I wojny światowej przebywał w zachodniej Europie. Wiosną 1918 r. powrócił do Mińska, gdzie uczył w polskim gimnazjum i instytucie pedagogicznym. Zimą 1919 r. pracował w wydziale oświaty władz Białoruskiej Socjalistycznej Republiki Radzieckiej. 17 marca tego roku został aresztowany przez bolszewików, po czym skierowany do Smoleńska. Od 1 marca 1920 r. pełnił funkcję zastępcy dyrektora Mińskiego Wyższego Instytutu Pedagogicznego. Latem tego roku przyjechał do Wilna, gdzie uczył w Gimnazjum Białoruskim. W latach 1922–1923 i 1928–1930 był jego dyrektorem. Jednocześnie od 1921 r. do 1924 r. był sekretarzem Towarzystwa Szkoły Białoruskiej. Publikował artykuły w gazecie „Наперад”. Był autorem podręczników fizyki i matematyki dla szkół średnich. Po ataku wojsk sowieckich na Polskę 17 września 1939 r., został w październiku aresztowany przez NKWD. Skazano go na karę 10 lat w łagrze na Syberii. W 1942 r. został wypuszczony na wolność w związku z formowaniem Armii Polskiej w ZSRR gen. Władysława Andersa, jednakże zmarł w drodze z wyczerpania.
Symboliczna tablica nagrobna poświęcona Antonowi Nekandzie-Trepce znajduje się na grobie rodziny Nekandów-Trepków na cmentarzu ewangelicko-reformowanym w Warszawie.